# Vuia №1
Vuia № 1 — ранний экспериментальный самолёт румынского авиаконструктора Траяна Вуйи. Разработка самолёта велась в период 1902—1903 годов. В 1905 году самолёт совершил первый полёт, став первым в Румынии самолётом.

## Лётные данные
- Длина, м: 5,65
- Высота, м: 2,9
- Размах крыла, м: 8,7
- Площадь крыла, м2: 20
- Максимальная масса, кг: 245